# Любомиров, Игорь Сергеевич
Игорь Сергеевич Любомиров (род. 9 ноября 1961) — советский и российский легкоатлет, специалист по спортивной ходьбе. Выступал за сборные СССР и России по лёгкой атлетике в 1980-х и 1990-х годах, серебряный призёр Кубка Европы в командном зачёте, призёр первенств всесоюзного и всероссийского значения, участник Игр доброй воли в Москве. Представлял Пензенскую область. Мастер спорта России международного класса. Тренер по лёгкой атлетике.

## Биография
Игорь Любомиров родился 9 ноября 1961 года. Занимался лёгкой атлетикой в Пензе, выступал за спортивное общество Профсоюзов.
Впервые заявил о себе на международном уровне в сезоне 1986 года, когда в составе советской сборной выступил на Играх доброй воли в Москве — в программе ходьбы на 20 км показал время 1:27:56, расположившись в итоговом протоколе соревнований на 15-й строке.
В 1988 году в той же дисциплине завоевал серебряную награду на Мемориале братьев Знаменских в Ленинграде, показав при этом девятый результат мирового сезона — 1:20:10.
В 1995 году на дистанции 20 км с личным рекордом 1:20:03 занял пятое место на открытом зимнем чемпионате России по спортивной ходьбе в Адлере, с результатом 1:20:36 выиграл серебряную медаль на открытом летнем чемпионате России по спортивной ходьбе в Ижевске.
В 1996 году в составе российской сборной принимал участие в Кубке Европы по спортивной ходьбе в Ла-Корунье — показал 28-й результат в личном зачёте 20 км (1:27:42) и тем самым помог соотечественникам стать серебряными призёрами командного зачёта.
За выдающиеся спортивные достижения удостоен почётного звания «Мастер спорта России международного класса».
Впоследствии работал тренером по лёгкой атлетике в Спортивной школе № 6 в Пензе.